# Kościół ewangelicko-luterański w Bierutowie
Kościół ewangelicko-luterański w Bierutowie – jedna z pięciu świątyń (cztery kościoły i jedna Synagoga) funkcjonujących przed II wojną światową w Bernstadt (od 1945 Bierutów).
Gmina ewangelicko-luterańska została założona w Bierutowie w roku 1841. W 1847 uznano ją za liczną, co stało się powodem podjęcia decyzji o budowie nowego kościoła, który miał służyć tej grupie wyznaniowej. Kościół ten postanowiono usytuować przy dzisiejszej ulicy Marii Konopnickiej, która to w latach 30. XX wieku nosiła nazwę Junkernstrasse. Kamień węgielny pod budowę nowego kościoła położono 26 lutego 1884 r. Do budowy przystąpiono pod kierownictwem mistrza murarskiego Fridricha Milde. Prace postępowały na tyle szybko, że już w cztery miesiące później, w niedzielę Trójcy Świętej 27 czerwca 1884 roku nastąpiła uroczysta konsekracja kościoła. Tego dnia członkowie gminy ewangelicko-luterańskiej, wśród których znajdowali się m.in. starosta von Kardorf, rotmistrz von Schalscha, przedstawiciele sąsiednich gmin oraz władze miasta Bierutowa zgromadzili się w budynku plebanii. Stąd o godz. 10.00 wyruszyła procesja, w kierunku głównych drzwi kościoła, gdzie nastąpiło uroczyste przekazanie kluczy do nowego obiektu. Podczas procesji chór wykonywał pieśń "O, że ja tysiąc języków". Konsekracji kościoła dokonał superintendent Rocholl z Wrocławia, natomiast uroczyste kazanie wygłosił pastor Lothar Kluge. Nowy kościół otrzymał w darze od mistrza murarskiego Milde z Kluczborka wykonaną z drewna bramę główną, rodzina Milde przekazała kamienną chrzcielnicę, Bierutowskie Zjednoczenie Młodych Kobiet ofiarowało dwa żyrandole, zwisy z czerwonego aksamitu do ambony przekazał siodlarz Karl Pfitzer, dywan berliński Związek Młodzieży, dwa świeczniki na ołtarz katechumeni sukno na ołtarz Waldenburski Związek Młodych Kobiet oraz misę chrzcielną ufundowali miejscowi członkowie gminy. Od chwili założenia w Bierutowie gminy ewangelicko-luterańskiej w 1841 pracowali w niej następujący duchowni: Eduard Biehler, Eduard Kluge, Lothar Kluge, Joachim Weicker i od roku 1922 Johannes Brachmann.